# Municipio de Alango
El municipio de Alango (en inglés: Alango Township) es un municipio ubicado en el condado de St. Louis en el estado estadounidense de Minnesota. En el año 2010 tenía una población de 258 habitantes y una densidad poblacional de 2,76 personas por km².

## Geografía
El municipio de Alango se encuentra ubicado en las coordenadas 47°45′39″N 92°45′39″O / 47.76083, -92.76083. Según la Oficina del Censo de los Estados Unidos, el municipio tiene una superficie total de 93.62 km², de la cual 93,61 km² corresponden a tierra firme y (0 %) 0 km² es agua.

## Demografía
Según el censo de 2010, había 258 personas residiendo en el municipio de Alango. La densidad de población era de 2,76 hab./km². De los 258 habitantes, el municipio de Alango estaba compuesto por el 94,19 % blancos, el 3,1 % eran amerindios y el 2,71 % eran de una mezcla de razas. Del total de la población el 0,78 % eran hispanos o latinos de cualquier raza.